# Telestreet
Telestreet je italské hnutí, které zřídilo pirátské televizní stanice v několika metropolitních oblastech v Itálii (v menší míře také v Nizozemsku, Španělsku, Švýcarsku či Argentině). Hnutí začalo v Boloni s malou vysílací stanicí OrfeoTv, která byla založena teoretikem médií a aktivistou „Francoem Bifoem“ Berardi. Zakládání těchto televizí motivovalo snahou o větší pluralitu na (italském) televizním trhu. Děje se tak díky stále se zlepšující dostupnosti informačních technologií. Od června roku 2002 bylo toto mikro-tv vysílání rozšířeno na několik hodin denně s dosahem 200 metrů. 
V současné době existuje téměř sto mini TV stanic v celé Itálii. Jejich vysílací hardware obsahuje mírně pozměněné přijímače elektroniku.
Telestreet je obvykle podporován skupinami organizací nebo jednotlivců, kteří používají televizi jako produkt pro určité skupiny lidí, s cílem učinit z televize bezplatný komunikační nástroj jako jsou například webové stránky. Problém spočívá v tom, že pouliční televize vysílají ve stínu obsazených frekvencí, bez licence vyžadované zákonem. Z toho důvodu bylo nařízením ministerstva zastaveno vysílání např. stanic Telefabbrica (provozovaná dělníky FIATu a mapující jejich stávky) nebo Disco Volante (zřízená tělesně postiženými, kteří v reportážích upozorňovali na svou diskriminaci).